# Democràcia

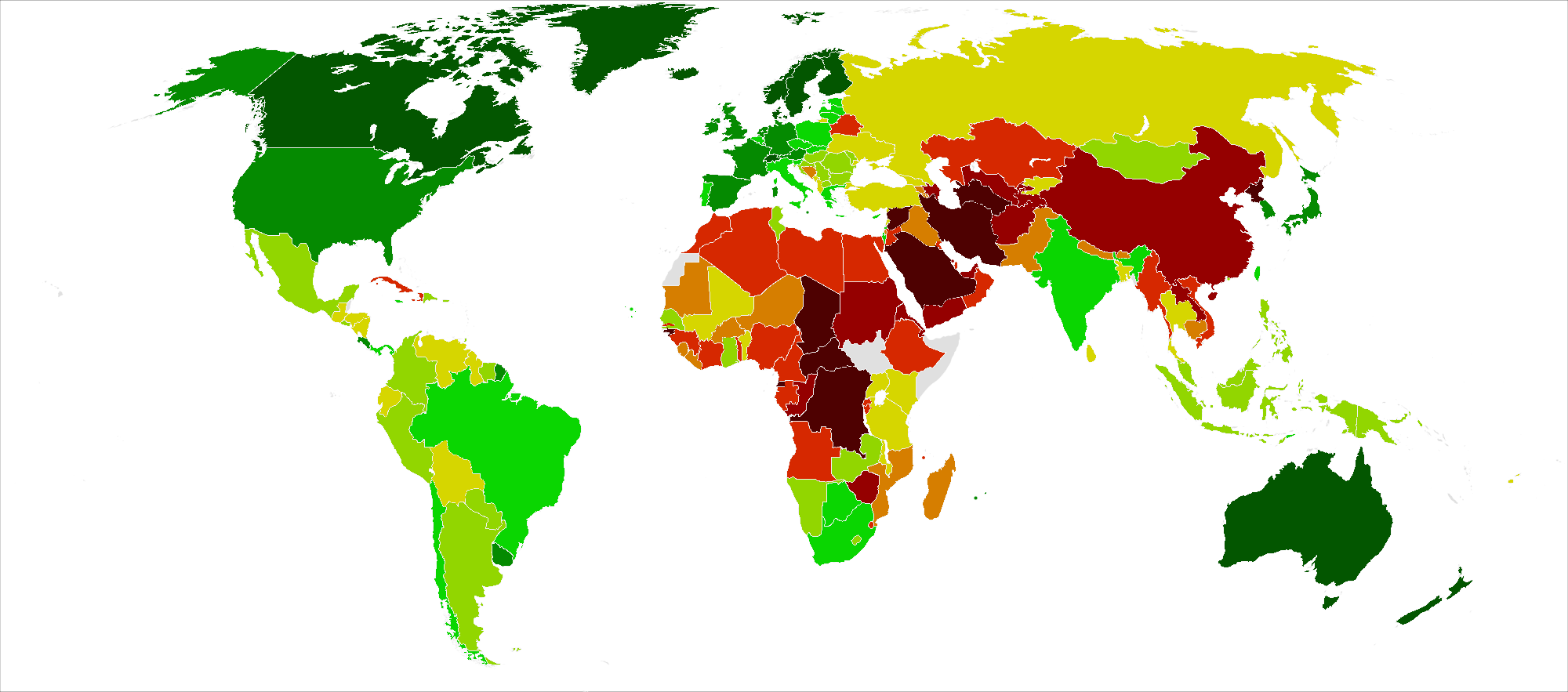
Índex de Democràcia del 2015
Democràcies plenes:
9,00–10,00
8,00–8,99
Democràcies defectuoses:
7,00–7,99
6,00–6,99
Règims híbrids:
5,00–5,99
4,00–4,99
Règims autoritatis:
3,00–3.99
2,00–2,99
0,00–1.99
Informació insuficient

La democràcia és una forma de govern en la qual la titularitat de l'autoritat política resideix en tota la comunitat i el procediment de presa de decisions té en la mateixa consideració a tots els seus membres.
En sentit estricte, la democràcia és una forma d'organització de la vida pública, en la qual les decisions col·lectives són adoptades pel poble mitjançant mecanismes de participació directa. En sentit ampli, la democràcia és una forma de convivència social en la qual tots els seus habitants són lliures i iguals davant la llei i les relacions socials s'estableixen d'acord amb mecanismes contractuals.
La democràcia es defineix també a partir de la clàssica organització de les formes de govern realitzada per Plató primer i Aristòtil després, en tres tipus bàsics: monarquia (govern d'un), aristocràcia (govern "dels pocs" per Plató), democràcia (govern de la multitud per Plató i "dels més", per Aristòtil).
Hi ha democràcia directa quan la decisió és adoptada directament pels membres del poble. Hi ha democràcia indirecta o representativa quan la decisió és adoptada per persones reconegudes pel poble com els seus representants. Finalment, hi ha democràcia participativa quan s'aplica un model polític que facilita als ciutadans la seva capacitat d'associar-se i organitzar de tal manera que puguin exercir una influència directa en les decisions públiques o quan es facilita a la ciutadania amplis mecanismes plebiscitaris. Aquestes tres formes no són excloents i solen integrar-se com a mecanismes complementaris.
No confondre amb la partitocràcia.

## Origen i característiques bàsiques
El terme democràcia ve del grec (δημοκρατία) δημος ("poble") i κρατω ("poder"). El seu sentit literal és, doncs, el poder del poble. Té el seu origen com a terme i com a sistema de govern en l'antiguitat grega. Concretament, la democràcia s'establí com a forma de govern en l'Atenes posterior a la Revolució popular dirigida per Efialtes (462 aC), que possibilità l'accés al poder dels pobres lliures. Aristòtil, crític de la democràcia, considerava que la seva característica era precisament ser el govern dels pobres lliures, fins i tot en el cas que aquests fossin minoria. Modernament, es considera democràtic tot aquell govern en què la sobirania recau en la totalitat del poble. Per descomptat, podem observar graus al llarg de la Història i en l'actualitat, de manera que un Estat pot barrejar l'extensió de la democràcia a un sector del poble amb la marginació d'un altre: el sufragi universal, per exemple, esdevingué en un primer moment masculí, arribant a les dones només arran de les lluites sufragistes de finals del segle xix i principis del xx.

### Definicions famoses
- Plató:

| «             | Hi ha tres formes de govern principals; monarquia, el comandament dels pocs, i la democràcia; aquestes s'expandeixen a cinc per la divisió de la monarquia en reialesa i tirania, i del govern dels pocs en aristocràcia i oligarquia (291). (...) Estranger: No és la tercera forma de govern el comandament de la multitud, que és anomenada pel nom de democràcia? El Jove Sòcrates: Certament (291). (...) La democràcia és el millor dels governs sense llei i el pitjor dels governs en els quals es respecta plenament la llei (303). | » |
| — El polític. | |   |

- Tucídides, recreant el Discurs fúnebre de Pericles:

| « | Tenim un règim polític que no es proposa com a model les lleis dels veïns, sinó que més aviat és ell model per altres. I el seu nom, com les coses depenen no d'uns pocs, sinó de la majoria, és la democràcia. A tot el món assisteix, d'acord amb les nostres lleis, la igualtat de drets en els conflictes privats, mentre que per als honors, si es fa distinció en algun camp, no és la pertinença a una categoria, sinó el mèrit el que fa accedir a ells; a la inversa, la pobresa no té com a efecte que un home, sent capaç de donar servei a l'Estat, es vegi impedit de fer-ho per la foscor de la seva condició. | » |

- Juan de Mariana:

| « | La república, veritablement anomenada així, existeix si tot el poble participa del poder suprem, però de tal manera i tal temprança que els majors honors, dignitats i magistratures s'encomanin a cadascú segons la seva virtut, dignitat i mèrit ho exigeixin. Més quan els honors i càrrecs d'un Estat es reparteixen a la casualitat, sense discerniment ni elecció, i entren tots, bons i dolents, a participar del poder, llavors es diu democràcia. Però no deixa de ser una gran confusió i temeritat voler igualar a tots aquells a qui la mateixa naturalesa o una virtut superior han fet desiguals. | » |

- Gaetano Mosca:

| « | Tutti coloro infatti che per ricchezza, cultura, intelligenza o furberia hanno le attitudini e la possibilità di guidare la comune degli uomini, in altre parole tutte le frazioni della classe dirigente, una volta che il suffragio universale è istituito, devono inchinarsi davanti ad esso;... | » |
| — Tots aquells que per riquesa, educació, intel·ligència o astúcia tenen aptituds per dirigir una comunitat d'homes i l'oportunitat de fer-ho en altres paraules, tots els clans de la classe dirigent-han d'inclinar davant el sufragi universal un cop aquest ha estat instituït i, també, si l'ocasió ho requereix, defraudar. | |   |

- James Madison:

| « | Hence it is, that such democracies have ever been spectacles of turbulence and contention ; have ever been found incompatible with personal security, or the rights of property; and have, in general, been as short in their lives, as they have been violent in their deaths. | » |
| — Les democràcies sempre han ofert l'espectacle de la turbulència i de la discòrdia; s'han mostrat sempre enemigues de qualsevol forma de garantia a favor de les persones o de les coses. (El Federalista) | |   |

- Revolució de Maig:

| « | El poble vol saber de què es tracta. (Buenos Aires, 1810) | » |

- Simón Bolívar:

| « | Només la democràcia ... és susceptible d'una absoluta llibertat, llibertat que es defineix com el poder que té cada home de fer el que no estigui prohibit per la llei. | » |

- Alexis de Tocqueville:

| « | Un estat democràtic de la societat, similar al dels americans, pot oferir singulars facilitats per establir el despotisme.(1840) | » |

- Abraham Lincoln:

| « | ...govern, del poble, pel poble i per al poble... (Gettysburg, 1863) | » |

- Winston Churchill:

| « | La democràcia és la pitjor forma de govern, excepte totes les altres formes que s'han provat fins al moment. (Casa dels Comuns, 1947) | » |

- Eric Hobsbawm

| « | En general es la fa servir per justificar les estructures existents de classe i poder: Vostès són el poble i la seva sobirania consisteix en tenir eleccions cada quatre o sis anys. I això significa que nosaltres, el govern, som legítims encara per als que no ens van votar. Fins a la propera elecció no és molt el que poden fer per si mateixos. Mentrestant, nosaltres us governem perquè representem al poble i el que fem és per bé de la nació... L'essència de la democràcia és que el govern ha de prendre en compte el que el poble vol i no vol. No hi ha cap mecanisme eficaç per fer-ho: el govern representatiu no és gaire eficaç. De vegades funcionen millor la premsa o els moviments directes. | » |

- Nelson Mandela:

| « | If there is no food when you are hungry, if there is no medicine when you are sick, if there is ignorance and the people’s fundamental rights are not respected, democracy is but an empty shell, even if its citizens vote and there is parliament. | » |
| — Si no hi ha menjar quan es té gana, si no hi ha medicaments quan s'està malalt, si hi ha ignorància i no es respecten els drets elementals de les persones, la democràcia és una closca buida, encara que els ciutadans votin i tinguin Parlament. (Ushuaia, 1998) | |   |

## Història

L'índex de democràcia és una classificació que realitza el grup econòmic britànic The Economist. Els països en color verd són considerades democràcies i obtenen una puntuació de 6 a 10 (amb Suècia, considerat el país més democràtic amb 9,88), mentre que els vermells i més foscs tenen la puntuació per sota de 4 i són considerats autoritaris (amb Corea del Nord, considerat el menys democràtic amb 1,03). Dades del 2019.

La democràcia apareix per primera vegada en moltes de les antigues civilitzacions que van organitzar les seves institucions sobre la base dels sistemes comunitaris i igualitaris tribals (democràcia tribal).
Entre els casos més ben coneguts es troben la relativament breu experiència d'algunes ciutats estats de l'antiga Grècia, especialment Atenes al voltant de l'any 500 aC. Les petites dimensions i l'escassa població de les polis (o ciutats gregues) expliquen la possibilitat que aparegués una assemblea del poble, de la qual només podien formar part dels homes lliures, excloent així al 75% de la població integrada per esclaus, dones i estrangers. L'assemblea va ser el símbol de la democràcia atenenca. A la democràcia grega no existia la representació, els càrrecs de govern eren ocupats alternativament per tots els ciutadans i la sobirania de l'assemblea era absoluta. Totes aquestes restriccions i la reduïda població d'Atenes (uns 300.000 habitants) van permetre minimitzar les òbvies dificultats logístiques d'aquesta forma de govern.
A Amèrica al segle xii es va formar la Lliga Democràtica i Constitucional d'Haudenosaunee, integrada per les nacions Seneca, Cayuga, Oneida, Onondaga i Mahicans, on es consagraren els principis de limitació i divisió del poder, així com d'igualtat democràtica d'homes i dones. La democràcia d'Haudenosaunee ha estat considerada per diversos pensadors com l'antecedent més directe de la democràcia moderna.
Durant l'edat mitjana europea es va utilitzar el terme de «democràcies urbanes» per designar a les ciutats comercials, sobretot a Itàlia i Flandes, però en realitat eren governades per un règim aristocràtic. També van existir algunes democràcies anomenades camperoles, com la d'Islàndia, on el seu primer parlament es va reunir l'any 930 i la dels cantons suïssos al segle xiii. A finals del segle xii es van organitzar sobre principis democràtics les corts del Regne de Lleó (1188), inicialment anomenat "Ajuntament", ja que reunia representants de tots els estaments socials. En escriptors com Guillem d'Occam, Marsili de Pàdua i Johannes Althusius apareixen concepcions sobre la sobirania del poble, que van ser considerades com revolucionàries i que més tard serien recollides per autors com Hobbes, Locke i Rousseau.
A Europa el protestantisme es va fomentar la reacció democràtica en rebutjar l'autoritat del Papa, encara que per altra banda, va fer més fort el poder temporal de la monarquia. Des del costat catòlic, l'Escola de Salamanca va atacar la idea del poder dels reis per designi diví, defensant que el poble era el receptor de la sobirania. Al seu torn, el poble podia retenir la sobirania per a ells (essent la democràcia la forma natural de govern) o bé cedir voluntàriament per deixar governar per una monarquia. En 1653 es va publicar a Anglaterra l'Instrument of Government, on es va consagrar la idea de la limitació del poder polític mitjançant l'establiment de garanties enfront del possible abús del poder reial. A partir de 1688 la democràcia triomfant a Anglaterra es va basar en el principi de llibertat de discussió, exercida sobretot en el Parlament.
A Amèrica la revolució dels comuners de Paraguai de 1735 va sostenir el principi democràtic elaborat per José d'Antequera i Castro: «la voluntat del comú és superior a la del mateix rei». Per la seva banda, al Brasil, els afroamericans que aconseguien fugir de l'esclavitud a la qual havien estat reduïts pels portuguesos, es van organitzar a repúbliques democràtiques anomenades Quilombos, com el Quilombo dos Palmares o el Quilombo de Macaco.
La independència dels Estats Units el 1776 va establir un nou ideal per a les institucions polítiques de base democràtiques, expandit per la Revolució Francesa de 1789 i la Guerra d'Independència Hispanoamericana (1809-1824), difonent les idees liberals, els drets humans concretats en la Declaració de Drets de Virgínia i la Declaració dels Drets de l'Home i del Ciutadà, el constitucionalisme i el dret a la independència, principis que van constituir la base ideològica sobre la qual es va desenvolupar tota l'evolució política dels segles XIX i XX. La suma d'aquestes revolucions es coneix com les revolucions burgeses.
La constitució dels Estats Units amb les esmenes de 1791, Veneçuela de 1811, Espanya de 1812, França de 1848, i l'Argentina de 1853 ja tenen algunes característiques democràtiques, que registraran complexos avenços i retrocessos. L'evolució democràtica anglesa va ser molt més lenta i es va manifestar en les successives reformes electorals que van tenir lloc a partir de 1832 i que van culminar el 1911 amb la Parliament Act, que va consagrar la definitiva supremacia de la Cambra dels Comuns sobre la dels Lords.
En realitat en l'últim segle han augmentat molt el nombre de països amb un estat democràtic, amb l'abolició de l'esclavitud, la conquesta del sufragi universal, el reconeixement de la igualtat legal de les dones, la finalitat del colonialisme europeu, el reconeixement dels drets dels treballadors i les garanties de no discriminació per a les minories racials i ètniques.

## Tipus de democràcia
Existeixen diversos tipus ideals de democràcia, cadascun amb característiques diferents. Concretament, podem dividir les democràcies seguint dos criteris: 1) segons la relació del poble sobirà amb el govern efectiu; i 2) segons el procediment emprat per a prendre les decisions. Cal entendre, però, que es tracta de models ideals i que cap d'ells s'ha donat de fet en puritat absoluta en cap moment de la Història.

### Tipus de democràcia segons Arend Lijphart
El politòleg Arend Lijphart va fer aquesta divisió en funció de les característiques dels sistemes democràtics i de les seves institucions:
| Característica                | Model majoritari                     | Model consensual                        |
| ----------------------------- | ------------------------------------ | --------------------------------------- |
| Poder executiu                | Governs monocolor                    | Grans coalicions                        |
| Relacions executiu-legislatiu | Fusió de poders i domini del gabinet | Separació de poders                     |
| Bicameralisme                 | Assimètric                           | Equilibri i representació de la minoria |
| Sistema de partits            | Bipartidisme                         | Pluripartidisme                         |
| Dimensió política             | Unidimensional                       | Multidimensional                        |
| Sistema electoral             | Majoria relativa                     | Representació proporcional              |
| Organització territorial      | Unitari i centralitzat               | Descentralització i federalisme         |
| Constitució                   | No escrita, sobirania parlamentària  | Escrita, veto de la minoria             |

Com a models ideals, trobem al Regne Unit i Nova Zelanda per part del model majoritari i a Bèlgica i Suïssa pel consensual.

### Tipus de democràcia segons la relació entre el sobirà i el govern

#### Democràcia directa
Es tracta de la democràcia en estat pur, tal com la van viure els seus fundadors atenencs. Les decisions les prenen els membres del poble sobirà reunits en assemblea. No existeixen representants del poble sinó, en tot cas, agents fiduciaris d'aquest, sotmesos als dictats de l'assemblea i revocables en qualsevol moment. Es tracta del tipus de democràcia preferit no només pels demòcrates de l'antiga Grècia, sinó també per a molts pensadors moderns (Rousseau, per exemple) i per a una bona part del socialisme i l'anarquisme. Un exemple de democràcia directa més conegut és el de l'Atenes clàssica.
La creença que la democràcia directa pot només funcionar en aquelles comunitats polítiques on els seus membres poden establir-se en reunió amb una certa periodicitat, restringint la viabilitat d'aquest règim a comunitats petites, com ara les tribus o les ciutats-Estat representa un argument desvirtuat, tot tenint en compte l'actual moment tècnic on aquest criteri emergeix com altament subjectiu i insignificant.

#### Democràcia representativa

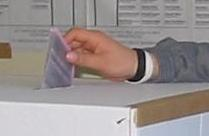
Una persona exerceix el seu dret a vot a Itàlia on escollirà els seus representants en les diferents cambres legislatives

Es tracta del model comú de democràcia moderna. A la democràcia representativa la sobirania continua en mans del poble, però aquest no exerceix directament el poder sinó que delega aquesta tasca en representants escollits periòdicament, els quals no solen ser revocables per part del poble mentre dura el seu mandat. Això fa que les democràcies representatives tendeixin sovint a ser règims on la sobirania del poble es fa visible únicament durant els comicis, que solen esdevenir-se entre períodes relativament llargs de temps (4 o 5 anys, per exemple). Es tracta del règim preferit per pensadors com James Madison o Karl Popper, que el consideren principalment com el mitjà més adequat per a la selecció d'elits. Històricament, la democràcia representativa ha anat associada a grans Estats-nació, més que no pas a comunitats petites on els ciutadans han pogut exercir la democràcia directa. És el tipus de democràcia predominant en l'actualitat.

### Tipus de democràcies segons el procediment decisori

#### Democràcia deliberativa
Es tracta d'un tipus de democràcia on les assemblees legislatives i els consells executius prenen decisions basant-se únicament en raons de justícia i d'interès general. Les lleis i les decisions del govern no poden ser presses basant-se en raons privades ("a mi m'interessa"), ni basant-se en contrapartides ("si voteu aquesta llei, us prometo donar-vos a canvi aquesta altra"), ni base al poder de pressió de torn ("millor serà que votem aquesta llei perquè si no aquell poder fàctic ens pot fer molt de mal"). En lloc d'això, la democràcia deliberativa exigeix que aquells qui fan les lleis i prenen les decisions de govern defensin les seves opcions amb raons públiques ("aquesta llei és justa perquè corregeix aquella injustícia"; "aquesta mesura de govern és d'interès general atès què ens beneficia a tots i a totes"). Les preferències dels ciutadans, es formin o no a l'àmbit de la vida privada de cadascú, han de passar l'examen del debat públic si volen veure's elevades a la categoria de lleis o de decisions executives i, per tant, són susceptibles de ser modificades atenent a bones raons. Aquesta fórmula de presa de decisions s'ha donat a l'Atenes democràtica i en general a aquells Estats que han conegut la democràcia directa.

#### Democràcia de negociació
Es tracta d'un tipus de democràcia on les lleis i les decisions de govern es prenen basant-se en les preferències i al poder de negociació dels actors (col·lectius o individuals) de la comunitat política. Els individus, les diferents forces socials (sindicats, lobbies...) i els magistrats i/o representants del poble tenen preferències determinades que estan donades i que en principi no tenen per què modificar-se sobre la base del debat públic. Aquests actors negocien amb aquestes preferències ja donades, i obtenen el que poden de la negociació oferint al seu torn contrapartides. No és necessari que les decisions es prenguin per consens: n'hi ha prou que uns quants actors amb suficient poder per a imposar-se a la resta pactin entre ells una solució i l'executin. Es tracta de la forma preferida pels utilitaristes i la més pròpia de la democràcia moderna; sol estar lligada a fórmules de representació, no perquè la democràcia representativa impedeixi o dificulti la deliberació per si mateixa, sinó perquè històricament la democràcia representativa s'ha desenvolupat en comunitats polítiques grans i heterogènies, on arribar a elaborar un corpus de criteris d'interès general és més complicat que a una comunitat petita i on, per tant, és més fàcil que acabi desenvolupant-se el model de democràcia de negociació.

### Democràcia ètnica
La Democràcia ètnica és un concepte introduït pel sociòleg israelià Sammy Smooha per descriure sistemes polítics que funcionen segons el principi democràtic, però tracten un determinat grup ètnic de manera particular respecte al conjunt.

## La democràcia contemporània
La democràcia contemporània sorgí de les lluites de diferents forces demòcrates populars (com el republicanisme d'esquerres, el moviment obrer socialista o el feminisme) contra els Estats absolutistes (primer) i contra els Estats liberals de sufragi censatari (després). Aquestes forces, a través de diferents revoltes (com la jacobina de 1793 o les revolucions de 1848) i de la lluita política i social que precipitaren la caiguda del feudalisme i l'absolutisme i que alhora pressionaren els Estats liberals (com els EUA o el Regne Unit) perquè introduïssin gradualment reformes que possibilitaren la conquesta de la democràcia política: dret de manifestació, dret de vaga, sufragi universal…
Tanmateix, les democràcies contemporànies van néixer de la reforma dels Estats liberals de sufragi censatari i retenen bona part del seu llegat polític; és per això que a les democràcies contemporànies se les sol anomenar "democràcies liberals". Les seves característiques habituals són les següents:
- Són democràcies regides pel principi de la separació de poders.
- Són democràcies representatives on els membres del poder legislatiu i executiu (i, en alguns casos, també del poder judicial) són escollits per sufragi universal en comicis amb una periodicitat que oscil·la entre els 3 i els 6 anys. Als comicis es presenten llistes electorals, que poden ser obertes o tancades, i que normalment són presentades per partits polítics. Els representants es reuneixen en un parlament que pot ser bicameral o unicameral. El cap del Govern és escollit o bé directament pel poble o bé pel Parlament. En el primer cas, el poder executiu i el legislatiu romanen perfectament separats i el cap del Govern sol ésser també el cap d'Estat (democràcies presidencialistes). En el segon cas, el poder executiu està sotmès al legislatiu i les figures de cap d'Estat i de cap de Govern solen romandre separades, essent el primer una figura purament simbòlica.
- Són democràcies de negociació on existeixen diverses forces de pressió (des dels moviments socials fins als grans imperis mediàtics o les corporacions empresarials) que finalment determinen les propostes i els posicionaments dels partits polítics i dels membres dels diferents poders.
- Són democràcies on existeixen tota una sèrie de drets civils (llibertat d'expressió, habeas corpus...), polítics (sufragi universal) i socials (educació pública, subsidis condicionals...) que defineixen la condició de ciutadà i, per tant, membre de ple dret de la comunitat política.
- Són democràcies que normalment es desenvolupen sota un règim econòmic capitalista o d'economia mixta.

## Debats contemporanis sobre la democràcia
Actualment, les democràcies contemporànies són qüestionades tant des de la dreta com des de l'esquerra. En particular, existeixen dues grans línies de debat actuals sobre la democràcia: són els debats sobre la relació entre la democràcia i el capitalisme, per un cantó, i els debats sobre les possibilitats d'una democràcia participativa o directa.

### Democràcia i capitalisme
Des de la dreta liberal, la democràcia es considera simplement com el menys dolent dels governs. Pel liberalisme, l'Estat és un mal menor que s'ha de reduir al mínim, i la democràcia no n'és una excepció. En particular, la tradició liberal presenta una por atàvica al fet que la democràcia directa acabi ofegant les llibertats individuals i, en especial, el dret a la propietat privada. Si la democràcia es prefereix als altres governs, és simplement perquè possibilita un major control dels governants (un "canvi de govern sense vessament de sang", segons la idea de Popper), però només si la mateixa democràcia està constreta per un sistema de drets que garanteixi que el poder de decisió de la comunitat política interferirà el mínim possible en l'àmbit de la llibertat dels ciutadans.
Per l'esquerra, en canvi, el problema és diametralment oposat. La democràcia no és una amenaça per la llibertat sinó la seva única garantia. La gran amenaça per a la llibertat en el món del capitalisme globalitzat no és l'Estat democràtic sinó l'existència d'enormes imperis privats (multinacionals, grups mediàtics...) amb un enorme poder que no està sotmès a control democràtic. Això, juntament amb la situació de dependència material en què viuen aquells que han de treballar assalariadament per a sobreviure, són els grans reptes de la democràcia moderna, segons l'esquerra. Així, sorgeixen propostes de control sobre el poder de les grans forces econòmiques (com ara la Taxa Tobin) i d'assegurament de la no-dependència econòmica del conjunt de la ciutadania envers aquelles (com ara la Renda Bàsica).

### Democràcia participativa
Les democràcies contemporànies se solen caracteritzar per un alt nivell d'abstenció electoral (que de vegades supera el 50%) i per un escàs poder d'influència de la ciutadania a través dels mitjans estrictament electorals. Aquests dos fenòmens (l'absentisme ciutadà i l'escàs poder del control democràtic) es retroalimenten. Per a les visions més liberals de la democràcia això no és en si mateix un problema, ja que la funció principal de la democràcia és posar fre als excessos de l'Estat més que no pas garantir que aquest és governat efectivament pel poble. En canvi, per a aquelles visions més intrínsecament partidàries de la democràcia, aquests dos fenòmens són preocupants i mostren l'escàs contingut democràtic de les democràcies representatives modernes. Atès que la democràcia directa només és possible en comunitats polítiques molt petites, es proposa una solució intermèdia: la democràcia participativa. Aquesta, que no exclou els mecanismes de representació tradicionals de la democràcia moderna, exigeix també la presència de mecanismes de participació popular en les decisions democràtiques. Per bé que no hi ha una proposta perfilada i clara del que hauria de ser una democràcia participativa, sí que existeixen experiències pràctiques (sobretot en l'àmbit municipal) i propostes teòriques sobre aspectes concrets de les democràcies modernes que podrien incorporar mecanismes participatius.